# أحمد أوجاني
أحمد أوجاني (1937 - 1998) هو لاعب كرة قدم جزائري. حقق معظم مسيرته الكروية بنادي لانس الفرنسي، حيث شارك مع منتخب جبهة التحرير الوطني في العديد من المباريات و هذا لتعريف بالقضية عبر العالم لتحرير بلده الجزائر. وهو من المهاجمين الجزائريين الذين سجلوا العديد من الأهداف و هو ملقب بالمدفعجي، يعد أحمد أوجاني 93 هدف في مسيرته و لقب هداف الدوري الفرنسي الدرجة الأولى 1958–59.
أحمد أوجاني هو اللاعب الجزائري الوحيد الذي يملك ملعب باسمه في مدينة لانس الفرنسية.

## وصلات خارجية
- أحمد وجداني على موقع قاعدة بيانات كرة القدم.إي يو (الإنجليزية)
- أحمد وجداني على موقع ليكيب (الفرنسية)
- أحمد وجداني على موقع ناشيونال فوتبول تيمز (الإنجليزية)
- أحمد وجداني على موقع عالم كرة القدم.نت (الإنجليزية)
- Profile